# کالوینگشچنا
کالوینگشچنا (به لهستانی:  Kalwińszczyna) یک روستا در لهستان است که در گمینا شدرا واقع شده‌است.